# Rašín
Rašín je obec v okrese Jičín v Královéhradeckém kraji. Žije v ní 106 obyvatel.

## Historie
První písemná zmínka o obci pochází z roku 1143.

## Obyvatelstvo
| Rok            | 1869 | 1880 | 1890 | 1900 | 1910 | 1921 | 1930 | 1950 | 1961 | 1970 | 1980 | 1991 | 2001 | 2011 | 2021 |
| -------------- | ---- | ---- | ---- | ---- | ---- | ---- | ---- | ---- | ---- | ---- | ---- | ---- | ---- | ---- | ---- |
| Počet obyvatel | 209  | 200  | 192  | 207  | 208  | 182  | 181  | 144  | 143  | 106  | 93   | 73   | 64   | 83   | 108  |
| Počet domů     | 34   | 38   | 41   | 40   | 42   | 41   | 41   | 42   | 40   | 38   | 33   | 32   | 41   | 42   | 35   |

## Obecní správa
Mezi lety 1850–1974 byl Rašín obcí v okrese Hradec Králové (1850–1890), posléze v okrese Nová Paka (1900–1930), poté v okrese Hořice (1950) a později v okrese Jičín. Od 1. ledna 1975 do 23. listopadu 1990 patřil jako část obce k Třebnouševsi a od 24. listopadu 1990 je opět samostatnou obcí.

### Obecní symboly
Dne 25. dubna 2018 bylo schváleno usnesením výboru pro vědu, vzdělání, kulturu, mládež a tělovýchovu udělení znaku a vlajky obce. Znak a vlajka byly obci uděleny rozhodnutím předsedy Poslanecké sněmovny Parlamentu České republiky dne 3. května 2018.